# جون هيوز (عامل اجتماعي)
جون هيوز (بالإنجليزية: John Hughes)‏ هو عامل اجتماعي أمريكي، ولد في 2 مارس 1945 في لا غراندي في الولايات المتحدة، وتوفي في 31 يناير 2012 في سانيسايد في الولايات المتحدة.